# 国际盲人体育联合会
国际盲人体育联合会是一家非营利组织，于1981年在法国巴黎成立。国际盲人体育联合会主要負責組織和發展盲人以及視覺障礙人士的體育賽事和體育活動。国际盲人体育联合会也是國際帕拉林匹克委員會的创始成员。